# Lucy van der Haar

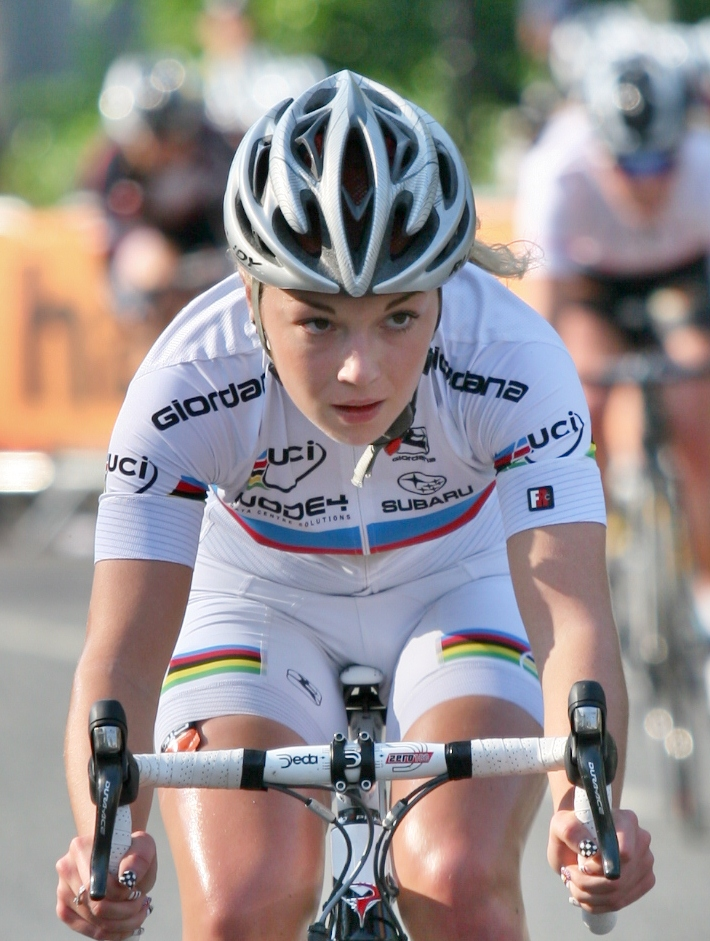
Lucy Garner em 2012

Lucy van der Haar (nascida Lucy Garner em 20 de setembro de 1994 em Leicester) é uma ciclista britânica.

## Biografia
Sobre a Route de France, a primeira etapa termina-se ao sprint. A foto finish deve separa Lucy Garner e Annette Edmondson. É finalmente a primeira que se vê adjudicar a vitória.

## Vida privada
A sua irmã Grace Garner que tem dois anos de menos que é igualmente corredora ciclista.
Em julho de 2019, Lucy Garner tem esposado Lars van der Haar, um ciclista profissional neerlandês.

## Palmarés em estrada

### Por ano
- 2011
  -  Campeã do mundo em estrada juniores
- 2012
  -  Campeã do mundo em estrada juniores
  -  Campeã da Europa em estrada juniores
- 2013
  -     - 1.ª etapa da Volta à ilha de Chongming

  - 3.º da Volta à ilha de Chongming
- 2014
  - 2.º do Drentse 8 van Dwingeloo
  - 2.º do 7-Dorpenomloop van Aalburg
  - 3.º do Grande Prêmio internacional de Dottignies
  - 3.º de Dwars door de Westhoek
- 2015
  -     - 1.ª etapa da Route de France

  - 2.º do Ronde van Gelderland
- 2016
  - 2.º da Volta a Yorkshire
  - 3.º do campeonato da Grã-Bretanha em estrada
- 2017
  - 3.º do Omloop van de IJsseldelta
  - 3.º da Volta do Guangxi
- 2019
  - Dubai Women's Tour :
    - Classificação geral
      - 1.ª etapa

### Classificações mundiais
| Ano            | 2013 | 2014 | 2015 | 2016 | 2017 | 2018 | 2019 | 2020 |
| -------------- | ---- | ---- | ---- | ---- | ---- | ---- | ---- | ---- |
| UCI Ranking    | 66.  | 41.  | 58.  | 133. | 128. | 238. | 130. | 234. |
| UCI World Tour |      |      |      | 110. | -    | -    | 53.  | -    |
|                |      |      |      |      |      |      |      |      |
| Fonte: UCI     |      |      |      |      |      |      |      |      |

## Palmarés em pista

### Campeonato Europeu
- 2012
  -  Campeã da Europa de perseguição por equipas juniores (com Amy Roberts e Elinor Barker)
  -  Campeã da Europa de scratch juniores
  -  Medalha de prata da velocidade por equipas juniores

### Campeonato da Grã-Bretanha
- Campeã da Grã-Bretanha de carreira à americana : 2011 e 2012 (com Harriet Owen)
- Campeã da Grã-Bretanha de perseguição : 2012